# 安田公義
安田 公義（やすだ きみよし、1911年2月15日 - 1983年7月26日）は、日本の映画監督。日活京都撮影所に入社、日活が戦時統合で大映になってからも同撮影所が改称した大映京都撮影所で、一貫して時代劇を撮りつづけた。

## 来歴
東京府品川町（現在の東京都品川区）に生まれる。太平洋美術学校卒業後には、日本画家を志し、絵を学ぶも、知人の勧めで、1932年に日活京都撮影所に入社。山中貞雄に師事し、丸根賛太郎、衣笠十四三、稲垣浩らの助監督を経て、第二次世界大戦による戦時統合で同撮影所が大映京都撮影所となったのちの1944年（昭和19年）に『お馬は七十七万石』で助監督ながら仮の監督に昇進する。映画『その夜の冒険』でのキスシーンが話題を集めた。
戦後も引き続き大映京都撮影所に所属して時代劇を撮る傍ら、1949年（昭和24年）の『最後に笑う男』で正式に監督に昇進して以来、大映東京撮影所にも借り出され、新東宝や宝塚映画でも監督をしている。今日でも人気の高い大映京都の特撮映画、大魔神シリーズ、妖怪シリーズの両方をスタートさせた監督でもある。
1964年（昭和39年）、『風雲児半次郎 唐芋侍と西郷』でテレビ映画に進出、テレビ映画『東京警備指令 ザ・ガードマン』等の現代劇も手がけた。
1971年（昭和46年）の大映倒産以降は、おもに勝新太郎と行動をともにし、テレビ映画『座頭市物語』や『痛快!河内山宗俊』等を手がけた。
1983年（昭和58年）7月26日に死去した。満72歳没。

## 人物・エピソード
妹の安田富士子は兄よりも早く映画界入りして女優となり、深水藤子の芸名で人気を博した。また自身は喜多川千鶴の次姉と結婚している。
撮影姿勢は几帳面で、元々二科展に通ったほど絵心があり、自ら必ず絵コンテを描いた。絵コンテは撮影現場で日々描き直されるものだが、安田は1か月前に描いた絵コンテでも絶対に変えようとせず、絵コンテの描き直しで現場スタッフとよく揉めたという。この絵コンテ通りに、美術デザイナーに指示してセットを組ませていた。森田富士郎キャメラマンによると、安田の描いた絵コンテで天井の梁が描かれていたが、セットで人物を撮ると絵コンテ通りの位置に梁があり、驚かされたという。映画音楽では、伊福部昭が好きな作曲家だった。監督作品への起用も多い。
京都の亀岡の土手でのロケ撮影で、助監督が大勢エキストラを用意したが、安田は不思議そうにしている。森田がよく聞いてみると、安田が絵コンテに「お地蔵さんの列」のつもりで描いたものを、助監督が「群衆」と勘違いしたものだった。「お地蔵さんならもう少しそれらしく描いて下さいよ」と助監督が憤然とする中、スタッフ一同大笑いしたという。

## おもなフィルモグラフィ

### 映画

#### 日活京都撮影所
- 『丹下左膳余話 百萬両の壺』 : 監督山中貞雄、1935年 - 記録
- 『春秋一刀流』 : 監督丸根賛太郎、1939年 - 助監督
- 『三味線武士』 : 監督衣笠十四三、1939年 - 助監督
- 『江戸最後の日』 : 監督稲垣浩、1941年 - 演出補
- 『宮本武蔵 一乗寺決闘』  : 監督稲垣浩、1942年 - 演出助手

#### 大映京都撮影所
- 『お馬は七十七万石』 : 1944年
- 『その夜の冒険』 : 1948年
- 『最後に笑う男』 : 大映東京撮影所、1949年
- 『母恋星』 : 1949年
- 『待っていた象』 : 1949年
- 『禿鷹 (コンドル)』 : 1950年
- 『鉄路の弾痕』 : 1950年
- 『虚無僧屋敷』 : 1950年
- 『海賊島』 : 1950年
- 『右門捕物帖 帯どけ仏法』 : 新東宝・綜芸プロダクション / 新東宝、1951年
- 『十六夜街道』 : 1951年
- 『情炎の波止場』 : 大映東京撮影所、1951年
- 『赤い鍵』 : 1951年
- 『振袖狂女』 : 1952年
- 『佐渡ヶ島悲歌』 : 大映・新映画 / 大映、1952年
- 『悲恋椿』 : 1953年
- 『母の瞳』 : 大映東京撮影所、1953年
- 『砂繪呪縛』 : 1953年
- 『續・砂繪呪縛 雪女郎』 : 1953年
- 『関八州勢揃い』 : 1954年
- 『怪盗まだら蜘蛛』 : 新東宝、1954年
- 『舞妓物語』 : 1954年
- 『潮出来島 美男剣法』 The Young Swordsman : 大映東京撮影所、1954年
- 『伊達騒動 母御殿』 : 1954年
- 『鬼斬り若様』 The Young Lord : 1955年
- 『新諸国物語 オテナの塔』前篇・後篇 : 宝塚映画・東宝 / 東宝、1955年・1956年
- 『白井権八』 : 宝塚映画 / 東宝、1956年
- 『踊り子行状記』 The Dancer and Two Warriors : 1955年
- 『月夜の阿呆鳥』 : 1956年
- 『忍術武者修業』 : 1956年
- 『母白雪』 : 1956年
- 『折鶴七変化』前後編 : 1956年
- 『忍術選手権試合』 : 1956年
- 『二十九人の喧嘩状』 Fighting Letter for 29 People : 1957年
- 『赤胴鈴之助 鬼面党退治』 : 1957年
- 『赤胴鈴之助 飛鳥流真空斬り』 : 1957年
- 『赤胴鈴之助 新月塔の妖鬼』 : 1957年
- 『赤胴鈴之助 一本足の魔人』 : 1957年
- 『風来坊一番勝負』 : 大映東京撮影所、1958年
- 『花太郎呪文』 Hanataro Jumon : 1958年
- 『女狐風呂』 : 1958年
- 『花の遊侠伝』 : 1958年
- 『天竜の鴉』 : 1959年
- 『紅あざみ』 : 1959年
- 『月影兵庫 上段霞斬り』 : 1959年
- 『千代田城炎上』 : 1959年
- 『怪談累が淵』 : 1960年
- 『よさこい三度笠』 : 1960年
- 『一本刀土俵入』 : 1960年
- 『お嬢さん三度笠』 : 1960年
- 『元禄女大名』 : 1960年
- 『美少年変化』 : 1961年
- 『飛び出した女大名』 : 1961年
- 『すっとび仁義』 : 1961年
- 『晴小袖』 : 1961年
- 『磯ぶし源太』 : 1961年
- 『雲右衛門とその妻』 : 1962年
- 『雨の九段坂』 : 1962年
- 『対決』 : 1963年
- 『座頭市喧嘩旅』 : 1963年
- 『外人墓地の決斗』 : 1964年
- 『眠狂四郎円月斬り』 : 1964年
- 『座頭市関所破り』 : 1964年
- 『風雲児半次郎 唐芋侍と西郷』 : テレビ映画、東伸テレビ / 毎日放送、1964年 - 1965年
- 『眠狂四郎魔性剣』 : 1965年
- 『新鞍馬天狗』 : 1965年
- 『東京警備指令 ザ・ガードマン』 : テレビ映画、大映テレビ室 / TBS、1965年 - 1971年
- 『殺人者』 : 1966年
- 『大魔神』 : 1966年
- 『座頭市鉄火旅』 : 1967年
- 『やくざ坊主』 : 1967年
- 『東京博徒』 : 1967年
- 『悪名一代』 : 1967年
- 『眠狂四郎人肌蜘蛛』 : 1968年
- 『妖怪百物語』 : 1968年
- 『続・秘録おんな牢』 : 1968年
- 『座頭市果し状』 : 1968年
- 『二代目若親分』 : 1969年
- 『博徒一代 血祭り不動』 : 1969年
- 『女左膳 濡れ燕片手斬り』 : 1969年
- 『東海道お化け道中』 : 1969年
- 『怪談累が渕』 : 1970年
- 『新座頭市・破れ!唐人剣』 : 勝プロダクション / 大映京都撮影所、1971年

#### 大映倒産以降
- 『新座頭市物語 笠間の血祭り』 : 勝プロダクション / 東宝、1973年

### テレビ
- 『人斬り半次郎』 : テレビ映画、東京12チャンネル（現テレビ東京）、1970年
- 『青空浪人』 : テレビ映画、ユニオン映画 / 日本テレビ、1971年
- 『眠狂四郎』 : テレビ映画、東映 / 関西テレビ、1972年 - 1973年
- 長谷川伸シリーズ『一本刀土俵入り』前編・後編 : テレビ映画、勝プロダクション / NET（現テレビ朝日）、1972年
- 『木枯し紋次郎』第2期 : テレビ映画、C.A.L / フジテレビ、1972年 - 1973年
- 『狼・無頼控』 : テレビ映画、毎日放送・大映テレビ・映像京都、1973年 - 1974年
- 『唖侍鬼一法眼』 : テレビ映画、勝プロダクション / 日本テレビ、1973年 - 1974年
- 『座頭市物語』 : テレビ映画、勝プロダクション / フジテレビ、1974年
- 『痛快!河内山宗俊』 : テレビ映画、勝プロダクション / フジテレビ、1975年 - 1976年
- 『宮本武蔵』 : テレビ映画、歌舞伎座テレビ / 関西テレビ、1975年 - 1976年
- 『夫婦旅日記 さらば浪人』 : テレビ映画、勝プロダクション / フジテレビ、1976年
- 『新・木枯し紋次郎』 : テレビ映画、C.A.L / 東京12チャンネル、1977年 - 1978年
- 『新・座頭市』第2期 : テレビ映画、勝プロダクション / フジテレビ、1978年
- 『半七捕物帳』 : テレビ映画、歌舞伎座テレビ / テレビ朝日、1979年
- 『日本名作怪談劇場』第1話：怪談累ヶ淵 （脚本） : テレビ映画、東京12チャンネル、1979年

## 註
1. 1 2 3 4 5 6  “安田公義 略歴”.   映画DB. 2022年9月5日閲覧。
2. 1 2 3  “20世紀日本人名事典「安田 公義」の解説”.   KOTOBANK. 2022年9月5日閲覧。
3. ↑  「特別附録 新映画スタア名鑑決定版」『新映画』1月号、映画出版社、1951年、103頁
4. 1 2  「安田公義」（#外部リンク）、日本映画データベース、2009年10月9日閲覧。
5. ↑  『日本映画俳優全集・女優編』（キネマ旬報、1980年）の「深水藤子」の項の記述（p.565-567）を参照。同項執筆は清水晶。
6. ↑  喜多川千鶴「豆自敍傳」『大映ファン』9月号、大映ファン社、1949年、8頁
7. ↑  『大映特撮コレクション 大魔神』（徳間書店）
8. ↑  『大魔神怒るDVD』（大映ビデオ）森田富士郎と黒田義之の対談より